# Power Rangers RPM
Power Rangers RPM es el título de la 17.ª temporada de la franquicia Power Rangers, producida por BVS Entertainment, Renaissance Atlantic Entertainment y Ranger Productions en colaboración con Toei Company, y emitida en ABC del 7 de marzo al 26 de diciembre de 2009, constando de 32 episodios. Como otras temporadas de la franquicia, parte de sus escenas están extraídas de la franquicia Super Sentai Series, en este caso de la serie Engine Sentai Go-onger. Constituye además la temporada que cierra la era Disney de la franquicia. Después de esto, Disney, anunció que no habría más adaptaciones ni temporadas de Power Rangers, solo produjo en 2010 una reedición con nuevos efectos de los primeros 32 episodios de Mighty Morphin Power Rangers. A mediados de 2010, Haim Saban recompró a Disney los derechos de la franquicia y reanudó la producción para una nueva temporada en 2011.

## Argumento
Un virus informático con inteligencia artificial llamado Venjix se ha hecho con el control de todas las computadoras de la Tierra, ha creado un ejército de droides robóticos y ha exterminado o esclavizado a la mayor parte de la humanidad. Solo resiste la ciudad de Corinth, protegida por un campo de fuerza casi impenetrable. Venjix intenta de varias maneras destruir la ciudad, mientras la Dra. K y sus Power Rangers luchan para protegerla.

## Personajes

### Ranger Operators
Los Ranger Operators protegen de la destrucción la ciudad de Corinth, el último resto de la humanidad en la Tierra. Cada Ranger tiene un número de operador que se muestra en su traje.
- Scott Truman/Ranger Operator Series Red: Es el líder del equipo, con el número 1, y también le llaman Ranger Red. Es seguro de sí mismo, obstinado y un poco gallito, y le encantan los coches rápidos. Se toma su trabajo como Ranger muy en serio y no suele confiar en los nuevos reclutas hasta que estos se han ganado su confianza. Al mismo tiempo, se esfuerza por mantener al equipo unido ante la adversidad. En el pasado era piloto en las Fuerzas Aéreas que defendían Corinth, donde solía quedar eclipsado por su hermano, mucho más experimentado que él. Durante una incursión, los dos hermanos fueron derribados. Scott logró saltar del avión a tiempo, pero su hermano se mató. En su forma civil siempre viste una camiseta roja, pantalones azules marino, zapatos oscuros y la chaqueta RPM con el águila rojo en forma de número 1 con alas.
- Flynn McAllistair/Ranger Operator Series Blue: Su número es el 2, y también le llaman Ranger Blue. Es un escocés de personalidad relajada. Trabaja como mecánico y usa sus conocimientos para ayudar en lo que puede con la tecnología Ranger, rivalizando en conocimientos incluso con la Dra. K. Cuando era mecánico por encargo, un trabajo que le enseñó su padre, ya expresaba sus deseos de ayudar a los demás como hacen los superhéroes de las revistas que leía de pequeño, y así al salir del instituto se metió en todo tipo de trabajos para ayudar, pero se pasaba en su pasión en aquellos trabajos de una forma tal que casi siempre acababa causando más daño del que había originalmente, por lo que solía ser despedido. Cuando comenzó la invasión, huyó con su padre a Corinth, y acabó cumpliendo su sueño cuando se convirtió en Ranger. En su forma civil siempre usa una camiseta azul, pantalones crema, zapatos marrones y la chaqueta RPM negra con el león azul en forma de número 2.
- Summer Landsdown/Ranger Operator Series Yellow: Su número es el 3, y también le llaman Ranger Yellow. Es una gran luchadora experta en artes marciales. Es de personalidad amable, y está dispuesta a confiar en los demás incluso cuando nadie más quiera hacerlo. Tampoco le importa ponerse manos a la obra cuando es necesario. Le encanta pilotar motocicletas, pero no tiene reparos en conducir el coche de los chicos tampoco. En el pasado, sin embargo, no era tan amable. Se crio como una niña rica, de carácter déspota, que casi nunca veía a sus padres. Cuando Venjix atacó el día de su cumpleaños, vio como todos sus "amigos" la dejaban abandonada para salvarse a sí mismos. Fue gracias a su mayordomo Andrews que logró escapar, aunque fue asesinado protegiéndola durante el camino a Corinth. Así aprendió lo que realmente importa y se propuso cambiar de carácter. En su forma civil usa una camiseta amarilla, pantalones azules marino, botines oscuros y la chaqueta RPM negra con el oso amarillo en forma de número 3.
- Ziggy Grover/Ranger Operator Series Green: Su número es el 4, y también le llaman Ranger Green. Suele ser torpe, atolondrado y un poco cobarde, pero lo que le falta de habilidad y fuerza física lo suple con su gran corazón. Es enérgico, entusiasta y siempre optimista, es el integrante más joven del equipo. Normalmente siempre quiere permanecer ajeno a los problemas, pero no dudará en ayudar a los demás Rangers. En el pasado perteneció a una mafia, donde ya era igual de torpe que en la actualidad. Solo pertenecía a la banda para poder ayudar a sufragar los gastos de un hospital para niños enfermos. En cierta ocasión robó un camión de su jefe que tenía cinco millones de dólares en equipamiento y que desvió al hospital infantil, abandonando la mafia después perseguido por sus excompañeros. A diferencia de sus compañeros, no pasó la prueba para convertirse en Ranger, y decidió ligar su morpher a sí mismo para evitar que Tenaya 7 se hiciera con él, algo que enfureció a sus compañeros salvo Dillon. En su forma civil viste una camiseta verde forestal, un pantalón verde más oscuro, zapatos negros y la chaqueta RPM negra con el tiburón verde en forma de número 4. También es el único que no suele usar su respectivo color cuando no esta ayudando a los rangers.
- Dillon/Ranger Operator Series Black: Su número es el 5, y también le llaman Ranger Black. Es distante y un lobo solitario entre sus compañeros, aunque también tiene un lado amable. Aunque desconfía de la gente, accede a ayudar a la Dra. K y los demás Rangers a proteger Corinth. Al principio de la serie apareció solo, perdido y sin memoria en los desiertos exteriores a Corinth, hasta que se cruzó con Ziggy y juntos fueron a la ciudad. Su pasado es un absoluto misterio. No recuerda ni su propio nombre. Las únicas pistas que tiene son que su cuerpo está modificado mecánicamente con tecnología de Venjix para tener capacidades sobrehumanas, un reloj de bolsillo musical y unos sueños en los que ve flashes de una niña ciega que está junto a él bajo la custodia de Venjix. En su forma civil viste una camiseta negra, pantalones negros, zapatos negros y la chaqueta RPM negra con el lobo negro en forma de número 5.
- Gem/Ranger Operator Series Gold y Gemma/Ranger Operator Series Silver: Sus números son respectivamente el 6 y el 7 y también les llaman Ranger Gold y Ranger Silver. Son dos hermanos gemelos, muy alegres y llenos de energía que fueron criados para servir de prueba de los trajes de la Dra. K., con lo que se convirtieron en sus primeros amigos. Ella creyó que habían muerto en una explosión, aunque tiempo después, ya con el equipo Ranger formado, regresaron para su alegría. Durante el tiempo que estuvieron desaparecidos, estaban en las tierras exteriores dirigiendo una ofensiva directa contra Venjix. Allí desarrollaron un modus operandi de disparar antes de preguntar, y suelen lanzarse a la batalla sin planear estrategias de antemano. Rara vez se separan, y a veces parece que tuvieran una sola mente, a veces completando las frases que el otro iba a decir, aunque también muestran que a veces tienen pensamientos individuales. También tienen un carácter extremadamente infantil, a pesar del cual también muestran una inteligencia superior a la media. En sus formas civiles usan un equipo deportivo negro con franjas doradas (para Gem) y con franjas plateadas (para Gemma), camiseta blanca y zapatos negros con cordones de sus respectivos colores.

### Aliados
- Dra. K: Es la mentora de los Rangers, y quien desarrolló toda su tecnología. Aunque al principio mantenía su identidad en el misterio y solo hablaba a través de una pantalla con la voz distorsionada, creyendo los Rangers al principio que era un hombre, se acaba descubriendo que en realidad es una adolescente. Es una genio que fue criada en un centro gubernamental y que ni siquiera sabe su nombre real ("K" es el nombre en clave que le asignaron). Fue ella la que creó originalmente el virus Venjix mientras estaba en el centro. Rara vez sale de la base, tiene nulas habilidades sociales y al principio se refiere a los Rangers solo por su nombre de Ranger y no por el de pila. Poco a poco se va abriendo con todos menos con Ziggy, con quien se muestra mucho más distante y fría.

- Coronel Mason Truman: Es el padre de Scott, y el líder de las fuerzas de defensa de Corinth. La relación con su hijo es tensa, ya que siempre favoreció a su otro hijo, Marcus, y se mostraba muy sobreprotector con él, incluso después de ser reclutado como Ranger. Su principal estrategia en la guerra contra Venjix es simplemente defensiva: quedarse bajo la cúpula defensiva que protege la ciudad y que los Rangers y sus soldados se encarguen de todos los enemigos que pudieran cruzarla. De esta forma, no aprueba los planes que requieran salir al exterior de la cúpula, o peor aún, bajarla.

### Arsenal
- Cell Shift Morpher/Rev Morpher/Sky Shift Morpher: Son los dispositivos de transformación de los Rangers, respectivamente, de los Rangers 1, 2 y 3; de los Rangers 4 y 5; y de los Rangers 7 y 8. Los dos primeros tienen apariencia de teléfonos móviles y el último de un gatillo. Funcionan tras pronunciar la frase "RPM, Get in Gear".[Notas 3]
- Engine Cells: Son unas tarjetas que se insertan en las armas de los Rangers para hacerlas funcionar.

- Nitro Blasters: Son las armas básicas de los Rangers, tienen un modo bastón y otro modo pistola.

- RPM Enforcer: Es un gran cañón fruto de la combinación del Road Blaster y el Turbo Plasma Launcher.
  - Road Blaster: Es un cañón fruto de la combinación de las armas de los Rangers 1, 2 y 3 (Red, Blue y Yellow).
    - Street Saber: Es el arma personal del Ranger 1 (Ranger Red), una espada.
    - Turbo Cannon: Es el arma personal del Ranger 2 (Ranger Blue), un cañón con la forma de un garaje.
    - Zip Charger: Es el arma personal de la Ranger 3 (Ranger Yellow), un arma de mano que sirve para atar al enemigo.

  - Turbo Plasma Launcher: Es un cañón fruto de la combinación de las armas de los Rangers 4 y 5 (Green y Black).
    - Turbo Axe: Es el arma personal del Ranger 4 (Ranger Green), un hacha.
    - Rocket Blaster: Es el arma personal del Ranger 5 (Ranger Black), un rifle láser.

- Wheel Blasters: Son los volantes de control del Megazord con el Morpher insertado, que además de para controlar el Megazord también sirven como arma de los Rangers.

- Cloud Hatchets: Son las armas de los Rangers 6 y 7 (Gold y Silver), unas dagas con varios ataques especiales programados.

- Sky Shift Hatchets: Es la combinación del Sky Shift Morpher con la Cloud Hatchet para formar una pistola láser.

### Zords
Los Zords de los Rangers están diseñados como una mezcla de animales y vehículos. Cada Ranger tiene un Zord personal, a los que se añaden varios Zords adicionales. Los Zords personales de los Rangers 1 a 5 están basados en vehículos terrestres, mientras que los Zords de 7 y 8 se basan en vehículos aéreos.
- Eagle Racer: Es el Zord personal de Ranger 1, una mezcla de águila y coche de Fórmula 1.
- Lion Crowler: Es el Zord personal de Ranger 2, una mezcla de león y autobús.
- Bear Hauler: Es el Zord personal de Ranger 3, una mezcla de oso y jeep.
- Tail Spinner: Es el Zord personal de Ranger 4, una mezcla de tiburón y motocicleta.
- Wolf Cruiser: Es el Zord personal de Ranger 5, una mezcla de lobo y coche patrulla.
- Croc Carrier: Es una mezcla de cocodrilo y tráiler.
- Falcon Zord:[Notas 4] Es el Zord personal de Ranger 7, una mezcla de halcón y helicóptero.
- Tiger Jet: Es el Zord personal de Ranger 8, una mezcla de tigre y avión jet de combate.
- Whale Zord: Es una mezcla de ballena y avión tipo Boeing 747.
- Paleozord: Es un tren compuesto de tres vagones. Cada uno de los vagones es una mezcla de un tipo de tren y un dinosaurio: uno mezcla de mamut y locomotora, otro mezcla de tiranosaurio y tren Shinkansen, y otro mezcla de triceratops y Shinkansen.

- High Octane Megazord: Es el fruto de la unión de Eagle Racer, Lion Hauler y Bear Crowler para formar un robot. Pueden combinarse también con Tail Spinner y Wolf Cruiser para obtener habilidades adicionales.

- ValveMax Megazord: Es un robot fruto de la unión de Croc Carrier, Tail Spinner y Wolf Cruiser.

- Zenith Megazord: Es un robot fruto de la unión de Eagle Racer, Lion Hauler, Bear Crowler, Tail Spinner, Wolf Cruiser y Croc Carrier.

- Mach Megazord: Es un robot fruto de la unión de Tiger Jet, Falcon Zord y Whale Zord.

- SkyRev Megazord: Es la unión de los siete Zords personales de los Rangers con Croc Carrier y Whale Zord.

- Road Attack Zord: Es un Zord que creó Flynn con una forma de rueda y otra de robot. Tiene la capacidad de luchar en tamaño normal o en tamaño gigante.

- PaleoMax Megazord: Es la unión de los tres vagones de Paleozord para formar un robot.

- RPM Ultrazord: Es la unión de los 12 Zords (salvo Road Attack Zord) en un solo robot.

### Villanos
- Venjix: Es un virus informático con inteligencia artificial, complejo de inmortalidad y personalidad masculina. Lo creó la Dra. K mientras estaba cautiva en un centro de inteligencia, con la esperanza de que la ayudara a escapar, pero fue capturada antes de que le diera tiempo a instalar un firewall para contenerlo en el edificio. Así, en menos de tres años, se había esparcido por los ordenadores de todo el mundo salvo los de Corinth que era el único sitio protegido. Al ser un programa informático, carece de forma física propia, y se manifiesta a través de una luz roja en un pilar giratorio de su base.

- General Shifter: Es uno de los generales robóticos de Venjix. Es más serio y agresivo que su contraparte Crunch, y aunque no suele entrar en batalla, es un luchador formidable.

- General Crunch: Es otro de los generales robóticos de Venjix. Su inteligencia es bastante limitada y exaspera a Venjix, pero sin embargo también puede ser bastante siniestro y se defiende en batalla contra los Rangers.

- Tenaya: Es una cyborg ginoide creada por Venjix para infiltrarse en la base e intentar postular a Ranger. Cuando la descubren, intenta robar el Green Morpher, pero Ziggy se lo impide. A pesar de este fracaso, Venjix decidió mantenerla en activo por sus capacidades. Es de carácter rebelde y con ínfulas, y a veces se permite el lujo de criticar los planes de Venjix. A pesar de ello, este la mantiene en nómina por considerarla una de sus mejores guerreros. A pesar de su apariencia prácticamente humana, trata a los humanos con complejo de superioridad y se ofende si la comparan con ellos.

- Kilobyte: Es el más temido de los generales de Venjix. Este le creía destruido, pero sobrevivió y recorrió a pie 4.000 millas para reunirse con su maestro. Es un guerrero frío, despiadado y chovinista que siempre porta un rifle láser, un bazooka de plasma y una espada en combate. Trata con una gran violencia a Tenaya, al punto de atacarla directamente en su primera aparición.

- Grinders: Son los soldados de campo de Venjix, un ejército de robots.

## Episodios
| Temporada | Temporada | Episodios | Emisión original   | Emisión original        | Emisión en Hispanoamérica | Emisión en Hispanoamérica |
| Temporada | Temporada | Episodios | Primera emisión    | Última emisión          | Primera emisión           | Última emisión            |
| --------- | --------- | --------- | ------------------ | ----------------------- | ------------------------- | ------------------------- |
|           | 17        | 32        | 7 de marzo de 2009 | 26 de diciembre de 2009 | 15 de febrero de 2010     | 30 de marzo de 2010       |

## Reparto
- Scott Truman: Eka Darville[5][6]
- Flynn McAllistair: Ari Boyland
- Summer Landsdown: Rose McIver
- Ziggy Grover: Milo Cawthorne
- Dillon: Daniel Ewing[7]
- Gem: Mike Ginn
- Gemma: Li Ming Hu
- Dra. K: Olivia Tennet
- Coronel Mason Truman: James Gaylyn[8][6]
- Venjix: Andrew Laing
- Shifter: Mark Mitchinson
- Crunch: Charlie McDermott[9]
- Kilobyte: Leighton Cardno
- Tenaya: Adelaide Kane

## Doblaje de Hispanoamérica
- Patricio Lago como Scott Truman
- Pedro de la Llata como Flynn McAllistair
- Agostina Longo como Summer Landsdown
- Juan Carlos Díaz como Ziggy Grover
- Dani Martins como Dillon
- Carlos Celestre como Gem
- Lucila Gómez como Gemma

## Doblaje para España
- Constantino Romero como Locutor